# José Luis Barcelona
José Luis Barcelona (Borja, 24 de setembre de 1932 - Barcelona, 8 de gener de 2017) va ser un periodista aragonès.

## Biografia
Després d'acabar el batxillerat, es va traslladar a Barcelona i va treballar en la banca durant cinc anys. Més endavant va iniciar la seva carrera professional al món de les comunicacions, entrant a Radio Juventud com a locutor i actor.
Va ingressar a TVE el 1959 per oposició. Va ser un dels pioners que van estar presents en el naixement i el primer desenvolupament de Televisió Espanyola. Des dels estudis de Miramar, inaugurats el 1959, i al mateix temps que altres professionals, com Mario Cabré, Federico Gall o Mario Beut, José Luis Barcelona va presentar nombrosos espais de varietats, concursos, entrevistes fins a retirar-se definitivament del món professional.
Fou enterrat al Cementiri de Collserola.

## Programes de televisió
- Música en su pantalla (1959)
- Primer aplauso (1959)
- Club del martes (1960-1961)
- Orbe (1961)
- Discorama (1964-1965)
- Reina por un día (1964-1965)
- Lección de ocio (1964-1965)
- Eurofestival (1964)
- Salto a la fama (1964)
- Kilómetro lanzado (1966)
- Musical (1967)
- Carrusel del domingo (1970)
- Canciones de una vida (1979-1980)